# San Floriano (Castelfranco Veneto)
San Floriano is een plaats (frazione) in de Italiaanse gemeente Castelfranco Veneto.